# Бхакти-йога
Бха́кти-йо́га (санскр. भक्ति योग, IAST: bhakti yoga — букв. «йога преданной любви к Богу») — один из четырёх основных видов йоги в философии и религиозной практике индуизма. 
Практика бхакти-йоги направлена на «культивацию любви к Богу» посредством бхакти — служения Богу с любовью и преданностью. Практика бхакти-йоги рекомендуется в ряде священных текстов индуизма как самый лёгкий и действенный вид йоги. Так, в «Бхагавадгите» провозглашается её превосходство над остальными тремя основными видами йоги — карма-йогой, джнана-йогой и раджа-йогой. Направления в индуизме, в которых бхакти является основной практикой, называют движениями бхакти. В вайшнавизме выделяется девять основных форм бхакти-йоги.
Хотя бхакти-йога упоминается ещё в «Бхагавадгите», исторически движения бхакти-йоги развились в Индии лишь в Средние века и связаны с такими движениями религиозной мысли и  именами как альвары (раннее средневековье), наянары (V — X вв.), Рамануджа, учение которого оказало существенное влияние на движение бхакти, Чайтанья Махапрабху (XVI век)  и другие.
Кроме упоминаний бхакти-йоги в Бхагавадгите, непосредственно ей в Средние века были посвящены и такие тексты как «Бхакти-расамрита-синдху», автором этого труда являлся Рупа Госвами, живший в шестнадцатом веке и другие. Особенно много текстов посвящено бхакти-йоге авторами-кришнаитами, последователями Чайтанья Махапрабху (хотя немало трудов создано и последователями иных направлений индуизма в его вайшнавской форме). Самый известный проповедник бхакти-йоги двадцатого века — Бхактиведанта Свами Прабхупада (1896 — 1977). Он сумел распространить движение бхакти за пределы Индии благодаря своим выступлениям, выпуску литературы, посвящённой бхакти-йоге, в том числе «Бхагавадгите» (переводы, сделанные на английский язык Шрилой Прабхупадой (так его именовали ученики) и на другие языки и которые продаются во многих странах до настоящего времени, прежде всего в США и Европе. Множество не-индийцев (европейцев, американцев, жителей Азии) присоединилось к движению бхакти с 1966 по 2021 годы.

## Бхакти-йога в гаудия-вайшнавизме
В своём труде «Бхакти-расамрита-синдху» средневековый гаудия-вайшнавский (кришнаитский) богослов Рупа Госвами, основываясь на тексте «Бхагавата-пураны» и других сакральных текстах индуизма (вишнуизма), определил пять основных разновидностей бхакти, называемых бхава (в переводе с санскр. — «бытие»):
1. шанта-бхава — нейтральные отношения с Богом,
2. дасья-бхава — связь с Богом отношениями слуги и господина,
3. сакхья-бхава — общение с Богом как с другом,
4. ватсалья-бхава — выполнение роли отца или матери Бога,
5. мадхурья-бхава — отношение к Богу как к своему возлюбленному.

В процессе бхакти-йоги, бхакта культивирует один из пяти видов бхакти, который наиболее близок его умонастроению.
В гаудия-вайшнавизме отношения с Богом как с возлюбленным рассматриваются как наиболее возвышенная форма бхакти, которая включает в себя все остальные. Высшим проявлением этой любви Рупа Госвами называет любовь гопи Вриндавана к Кришне.
В «Бхакти-расамрита-синдху» Рупа Госвами даётся описание девяти процессов бхакти-йоги, следуя одному или нескольким из них можно достичь высшего совершенства — чистой любви к Богу:
1. Шравана («слушание о Боге») — слушание историй из священных писаний, повествующих о Боге и повторение Святых Имён Бога (джапа).
2. Киртана («прославление Бога») — воспевание Святых Имён Бога или описание Его всепривлекающих черт и деяний.
3. Смарана («памятование о Боге») — внутренняя медитация на формы, имена, деяния или личностные качества Бога.
4. Пада-севана («служение лотосным стопам Бога») — выполнение какого-либо конкретного личного служения Богу.
5. Арчана («поклонение мурти Бога») — поклонение (пуджа) какой-либо из форм мурти Бога в индуизме.
6. Вандана («вознесение молитв Богу») — вознесение различного рода молитв Богу.
7. Дасья («служение Богу») — выполнение какого-либо служения для удовлетворения Бога.
8. Сакхья («установление дружеских отношений с Богом») — установление дружеских отношений с Богом на внутреннем уровне.
9. Атма-ниведана («принесение всего в жертву Богу») — предание всех мыслей и действий Богу.

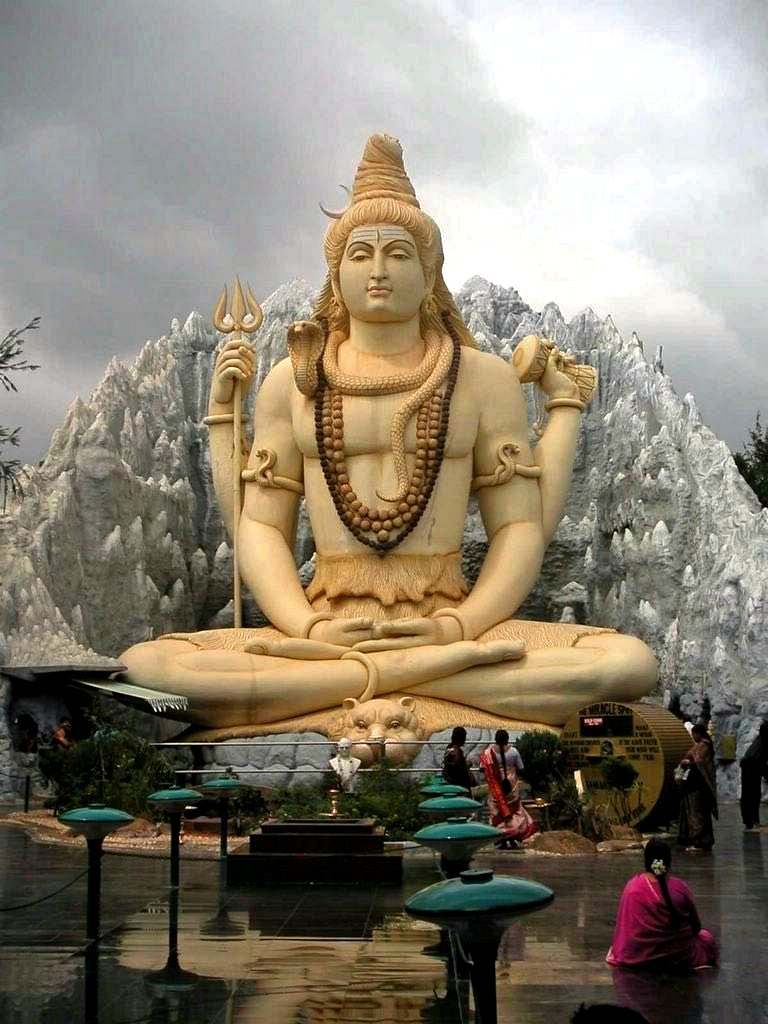
Статуя в Бангалоре, изображающая Шиву в медитации

## Движения бхакти
Движения бхакти являются монотеистическими и одновременно пантеистическими по своей направленности, и их последователи поклоняются верховным Божествам индуизма: Вишну, Кришне, Шиве или Шакти как верховной форме Бога. В такой форме служения как Ниргуна-бхакти объектом поклонения выступает безличный Абсолют — Брахман (санскр. Ниргуна — «Бескачественный»).
Различные элементы бхакти в большей или меньшей степени присутствовали в религиозной практике индуизма на разных этапах многотысячелетней истории Индии.
Либеральное по своей сути, движение бхакти часто отвергало строгие кастовые традиции, выступая таким образом прибежищем для отщепенцев ортодоксальной брахманической системы индуизма. В то же время, надо заметить, что послания бхакти о любви и терпимости далеко не всегда находили отклик у ортодоксальных индусов, приверженных строгим правилам кастовой системы.
Бхакти явилось причиной появления на свет массы религиозной литературы, различных видов музыки и танца, также как и других форм искусства, которые обогатили мир, дали Индии новый толчок в развитии, а также помогли в преодолении ритуальных и социальных ограничений в индийском обществе.

## Известные проповедники бхакти
- Нарада
- Капила
- Тирумулар
- Альвары (со II по VIII век)
- Наянары (с V по X век)
- Рамануджа (1017—1137)
- Днянешвар (1275—1296)
- Мадхвачарья (1238—1317)
- Джаядева (XII век)
- Нимбарка (XIII век)
- Чайтанья (1486—1534)
- Тьягараджа (1767—1847)
- Бхактивинода Тхакур (1838—1914)
- Бхактисиддханта Сарасвати (1874—1937)
- Шридхара Госвами (1895—1988)
- Бхактиведанта Свами Прабхупада (1896—1977)

## Научная литература
На русском
- Аникеева Е. Н. Бхакти // Православная энциклопедия. — М., 2003. — Т. VI : Бондаренко — Варфоломей Эдесский[англ.]. — С. 409 — 410. — 752 с. — 39 000 экз. — ISBN 5-89572-010-2.
- Бхакти. — Кругосвет, 1997-2012.
- Пискарёв В. А. Союз души и Бога. Бхакти в «Бхагавад-гите» и «Тируппаваи» // Махабхарата, Бхагават-гита и неклассическая рациональность: материалы III Междунар. науч.-теорет. конф. / сост. и общ. ред. А. С. Тимощук. — Владимир: Изд. Владим. гос. ун-та, 2008. — 200 с. — ISBN 978-5-89368-918-1.
- Торчинов, Е. А. (1998), Религии мира: опыт запредельного. Психотехника и трансперсональные состояния, СПб.: Центр «Петербургское востоковедение», ISBN 9785858033271.
- "Бхагавад-гита как она есть", пер. и комм. А С. Бхактиведанты Свами Прабхупады". Издание второе.  The Bhaktivedanta Book Trust .1983.
- Учение Господа Чайтаньи. The Bhaktivedanta Book Trust . Третье издание. 2017.
- Сб. статей: "Боги, брахманы, люди: 4000 лет индуизма". М. Наука. 1969.
- Рыбаков Р. Б. Изучение индуизма в России и в СССР — итоги и перспективы. // Древние культуры Средней Азии и Индии. Л., 1984.

На английском
- Hardy, Friedhelm (2001), Viraha-bhakti: The Early History of Krsna Devotion in South India, Oxford University Press, ISBN 0195649168
- Lutgendorf, Philip (1991), The Life of a Text: Performing the Ramacaritmanas of Tulsidas, University of California Press, ISBN 0-520-06690-1
- Shrivatsa Goswami (1983), Interview With Shrivatsa Goswami, in Steven J. Gelberg (ed.), Hare Krishna, Hare Krishna: Five Distinguished Scholars on the Krishna Movement in the West, Harvey Cox, Larry D. Shinn, Thomas J. Hopkins, A. L. Basham, Shrivatsa Goswami, New York: Grove Press, pp. 196–258, ISBN 0394624548 {{citation}}: Неизвестный параметр |publication-year= игнорируется (справка)
- Prakash Om. Chapter 6 Bhakti Movement: Kabir, Nanaka and Chaitanya // Cultural History Of India. — New Age International, 2005. — P. 48-56. — 628 p.